# 무장과 위험
무장과 위험(Armed And Dangerous)은 미국에서 제작된 마크 L. 레스터 감독의 1986년 액션, 코미디, 범죄 영화이다. 존 캔디 등이 주연으로 출연하였고 브라이언 그레이저 등이 제작에 참여하였다.

## 출연

### 주연
- 존 캔디
- 유진 레비

### 조연
- 로버트 로지아
- 케네스 맥밀란
- 멕 라이언
- 브라이언 제임스
- 조나단 뱅스

## 제작진
- 협력프로듀서: 제리 A. 배위츠
- 협력프로듀서: 크리스토퍼 맨키에윅즈
- 미술: 데이비드 L. 스니더
- 의상: 데보라 린 스콧
- 배역: 자넷 허쉔슨
- 배역: 제인 젠킨스